# سكوت مونك
سكوت مونك (بالإنجليزية: Scott Monk)‏ (14 يونيو 1974)؛ صحفي وروائي أسترالي.